# A Talizmán
A Talizmán (The Talisman) Stephen King és Peter Straub amerikai írók közösen írt, 1984-ben megjelent regénye. Magyarul először az Európa Könyvkiadónál jelent meg, Zentai Éva és Koppendorfer Noémi fordításában, 1994-ben.

## Cselekménye
A regény főhőse egy kisfiú, Jack Sawyer, akinek meg kell mentenie édesanyja életét. Lily ugyanis rákos, és az egyetlen dolog, ami megmentheti életét, a titokzatos Talizmán.
Jack egy Speedy Parker nevű embertől hall egy másik világról, amely a mienkkel párhuzamosan létezik. A Territóriumokról. Egy olyan világról, amelyben sokkal gyorsabban tud utazni, hiszen édesanyjának már nem sok ideje maradt. Egy olyan világról, amelyben a dolgok sokkalta veszedelmesebbnek tűnnek. Egy olyan világról, amelyben sok, a mi világunkban élő embernek megvan a másvilági megfelelője. Abban a másik világban Jack nem más, mint Jason, a királynő, Laura DeLoessian fia. Azé a királynője, akinek ugyancsak meg kell vívnia a saját harcát a Territóriumokban.
Jack utazása természetesen nem könnyű. Jó néhány ember van, aki megpróbálja megakadályozni őt abban, hogy megmentse édesanyja életét. Leginkább Morgan Sloat, Jack néhai apjának régi barátja. De Jack társakra, barátokra is lel, akik segítik őt az útja során – ebben a világban, és a Territóriumok ismeretlen világában egyaránt.

## Folytatás
Folytatása A Fekete Ház címen tizenhét évvel később, 2001-ben jelent meg.

## Magyar nyelvű kiadás
- Stephen King–Peter Straub: A talizmán; fordította: Zentai Éva, Koppendorfer Noémi, Európa, Budapest, 1994